# Errungenschaft
Als Errungenschaft, auch Erfolg, Trophäe oder Achievement (von englisch achievement „Leistung“), wird in Videospielen ein virtuelles Abzeichen bezeichnet, das der Spieler für das Erreichen eines vom Spielentwickler vorgegebenen Ziels erhält. Im Gegensatz zum Englischen gibt es keinen einheitlichen Begriff im Deutschen, stattdessen verwenden Anbieter und Hersteller von Videospielen verschiedene Begriffe.

## Funktionsweise
Errungenschaften erscheinen bei Erhalt meist als Pop-up mit einer Textnachricht oder einem Bild am unteren oder oberen Bildschirmrand und lassen sich über ein eigenes Menü verwalten. Sie sollen den Spieler motivieren, bestimmte Ziele in einem Spiel zu erreichen und so die Langzeitmotivation steigern. Im Gegensatz zu Quests und anderen Ingame-Aufgaben wirkt sich das Sammeln von Achievements nicht direkt auf das Spielgeschehen aus und bietet dem Spieler auch meist keine Vorteile im Spiel. In seltenen Fällen können jedoch kosmetische Items freigeschaltet werden. Achievements können ebenfalls bereits freigeschaltete Achievements voraussetzen, um freigespielt zu werden.
Die Errungenschaften werden heute meist extern in Clienten wie Steam, Uplay oder Origin verwaltet. Auf Xbox-Konsolen übernimmt diese Aufgabe Xbox Live und auf PlayStation-Konsolen das PlayStation Network. Oft erhöht sich auch die Spielerstufe in einem dieser Spieleraccounts durch das Sammeln einer Vielzahl von Errungenschaften. Bei Xbox Live geschieht dies zum Beispiel in Form des sogenannten Gamerscores. Dabei ist jeder Errungenschaft eine bestimmte Anzahl von Gamerscore-Punkten zugeordnet. Die Spieler können durch Freischalten von Achievements diese Gamerscore-Punkte auf ihrem Benutzerkonto sammeln.

## Gründe für das Sammeln von Errungenschaften
Gründe für das Sammeln und Einführen von Errungenschaften in Computerspielen sind unter anderem:
- die Lust auf die Herausforderung und das Experimentieren mit dem Spiel
- das Setzen von Zielen als Erweiterung zu den eigentlichen Missionen im Spiel
- der Wunsch nach Anerkennung, Erfolg und einer hohen Punktezahl
- das Erhalten von Feedback und eine Übersicht über den Fortschritt im Spielverlauf
- der Anspruch auf Vollständigkeit beim Sammeln
- das Messen und Konkurrieren mit anderen Spielern
- die Motivation für den Spieler, Geheimnisse in der Spielwelt zu entdecken und Nebenaufgaben zu erledigen
- Steigerung der Langzeitmotivation durch eine Vielzahl an Zielen[9][4]

## Arten von Errungenschaften
Errungenschaften lassen sich u. a. in den folgenden Kategorien zuordnen:
- Errungenschaften für das Erreichen eines Levels, einer Stufe oder das Abschließen eines Abschnitts oder einer Folge von Quests
- Errungenschaften für das Sammeln bestimmter Gegenstände oder Erfolge
- Errungenschaften für das Erkunden der Spielwelt
- Errungenschaften für ein besonderes Spielverhalten, z. B. Stunts in Rennspielen, eine besondere Kombo oder ein treffender Schuss aus weiter Entfernung
- humorvolle, satirische, absurde und ironische Errungenschaften, z. B. für ein originelles Verlieren oder Sterben im Spiel oder das Drücken eines Knopfes über tausend Mal

## Geschichte
Die Idee der Spielerfolge geht auf Highscore-Tabellen, Spielehandbücher zum Erzielen bestimmter Ergebnisse in Spielen und freischaltbare Level in den 1980er-Jahren zurück. Erste Errungenschaften wurden bereits für Activision auf der Atari 2600, Intellivision, ColecoVision, Atari 5200 und Commodore 64 per Patch bis Ende 1983 nachgeliefert. Das Spiel E-Motion auf dem Amiga aus dem Jahr 1990, war eines der ersten Spiele, das bereits Errungenschaften als Spielbestandteil enthielt. Später führten Spiele und Spiel-Engines ein eigenes Errungenschaften-System ein und boten dafür teilweise eine Programmierschnittstelle für Entwickler an.
Dieser Prozess wurde durch Online-Services und Clientsoftware in den 2000er-Jahren erleichtert. So führte Microsoft 2005 den Gamerscore für die Xbox 360 ein und erweiterte 2007 das Angebot auf Games for Windows. Im selben Jahr wurde auch ein Errungenschaften-System in dem PC-Client Steam eingeführt. Im Jahr 2008 führte Sony ein Trophäen-System für die PlayStation 3 über das PlayStation Network ein. Dieses System wurde später auch auf die PlayStation 4 und die PlayStation Vita übertragen. Auch auf den mobilen Markt wurden im Oktober 2011 durch Game Center auf iOS und Google Play Games für Android Erfolge eingeführt. Für Windows Phone 7 und Windows Phone 8 wurde die Xbox-Live-Unterstützung am 21. Oktober 2010 eingeführt. Amazon Kindle führte den GameCircle-Service am 11. Juli 2012 ein. Die meisten Computerspiel-Clienten unterstützten heute Errungenschaften. Auf der Vertriebsplattform Steam unterstützen mittlerweile rund die Hälfte der über 70.000 Spiele Errungenschaften im Spiel.

## Deutsche Bezeichnungen auf einzelnen Plattformen
Für Errungenschaften in Computerspielen gibt es im deutschsprachigen Raum unterschiedliche Begriffe. Nachfolgend eine Übersicht von Bezeichnungen auf bekannten Plattformen:
| Plattform           | Begriff                |
| ------------------- | ---------------------- |
| Steam               | Errungenschaft         |
| GOG                 | Erfolg                 |
| Uplay               | Erfolg/Herausforderung |
| Origin              | Erfolg und Trophäe     |
| PlayStation Network | Trophäe                |
| Xbox Live           | Erfolg                 |
| Google Play Spiele  | Erfolg                 |
| Game Center         | Errungenschaft         |

## Kritik
Errungenschaften werden dafür kritisiert, Spiele übertrieben durch repetitive und eigentlich bedeutungslose Tätigkeiten zu strecken, und alle zu erreichen, sei bei vielen Spielen nahezu unmöglich. In einigen Fällen können sie auch Suchtverhalten fördern. Die eigentliche Belohnung ist zudem meist nur der Erfolg selbst. In Kritik geraten außerdem Spiele, die eine hohe Anzahl von Errungenschaften für wenig oder gar keine Aufgaben in kurzer Zeit anbieten und so Statistiken und Belohnungen der Spieldienste verfälschen und eine Art Spam darstellen.

## Errungenschaften als Gamification
Außerhalb von Videospielen werden Errungenschaften auch als Teil von Gamification und in der Pädagogik verwendet. Durch das Belohnungssystem sollen die Schülerinnen und Schüler durch operante Konditionierung besser die Inhalte lernen (Flow) und die Lernmotivation soll dadurch verstärkt werden.